# Consolida brevicornis
Consolida brevicornis är en ranunkelväxtart som först beskrevs av Roberto de Visiani, och fick sitt nu gällande namn av Soó. Consolida brevicornis ingår i släktet åkerriddarsporrar, och familjen ranunkelväxter. Inga underarter finns listade i Catalogue of Life.